# شلومو كرامر
شلومو كرامر (بالعبرية: שלמה קרמר‏) هو أكاديمي وكبير الإداريين التنفيذيين إسرائيلي، ولد في 1966 في تل أبيب في إسرائيل.